# Alwin de Prins
Alwin de Prins (ur. 29 października 1978 w Dendermonde) – luksemburski pływak, uczestnik Letnich Igrzysk 2000, Letnich Igrzysk 2004 i Letnich Igrzysk 2008.

## Występu na igrzyskach olimpijskich
Startował trzykrotnie w konkurencji 100 metrów stylem klasycznym na igrzyskach olimpijskich w latach 2000-2008. W 2000 w Sydney zajął 3. miejsce w swoim wyścigu eliminacyjnym uzyskując czas 1:04,37, który nie dał mu awansu. Cztery lata później w Atenach, wynik 1:03,32 dał mu ponownie 3. miejsce w swoim biegu eliminacyjnym (27. ogółem), jednak nie przeszedł do następnej rundy. Podczas jego ostatnich igrzysk w 2008 w Pekinie, zajął 51. miejsce w rankingu ogólnym, a w swoich eliminacjach 5. miejsce z czasem 1:03,64.
We wrześniu 2008 ogłosił zakończenie kariery na swoim blogu.

## Rekordy życiowe
|                      | Krótki basen                         | Długi basen                       |
| -------------------- | ------------------------------------ | --------------------------------- |
| 50 m st. klasycznym  | 0:28.45 (Moskwa, 6 kwietnia 2002)    | 0:29.02 (Montreal, 26 lipca 2005) |
| 100 m st. klasycznym | 1:01.50 (Berlin, 6 maja 2000)        | 1:03.00 (Montreal, 24 lipca 2005) |
| 200 m st. klasycznym | 2:19.04 (Göteborg, 19 kwietnia 1997) | 2:19.00 (Stambuł, 28 lipca 1999)  |